# Управление учётными данными
Управление учётными данными (англ. Identity management, сокр. IdM, иногда IDM) — комплекс подходов, практик, технологий и специальных программных средств для управления учётными данными пользователей, системами контроля и управления доступом (СКУД), с целью повышения безопасности и производительности информационных систем при одновременном снижении затрат, оптимизации времени простоя и сокращения количества повторяющихся задач.